# Schlacht von Pered
Pákozd –
Schwechat –
Kaschau –
Mór –
Hermannstadt –
Vízakna (Salzburg) –
Piski –
Mediasch –
Kápolna –
Hatvan –
Tápió Bicske –
Isaszeg –
Waitzen I –
Nagy-Salló –
Komorn I –
Mocsa –
Kács –
Pered –
Raab –
 Ács (Komorn II) –
Komorn III –
Hegyes –
Waitzen II –
Tura –
Segesvár –
Debreczin –
Szőreg –
Temesvár
Arad –
Deva –
Esseg –
Karlsburg –
Komorn IV –
Leopoldov –
Ofen –
Peterwardein –
Temesvár
Die Schlacht von Pered am 21. Juni 1849 war Teil des Ungarischen Unabhängigkeitskrieges. Die Auseinandersetzung fand zwischen den vereinigten kaiserlichen und russischen Truppen und den Ungarn statt. Die ungarischen Truppen nahmen Pered, wurden aber durch das kräftige Eingreifen der Division Panjutin auf Negyed zurückgeworfen und mussten über die Waag zurückgehen. Der unter dem Oberbefehl des Feldzeugmeisters von Haynau errungene Sieg bei Pered brachte den Kaiserlichen die Initiative zurück und führte zu den folgenden Kämpfen um den Besitz der Festung Komorn.

## Vorgeschichte

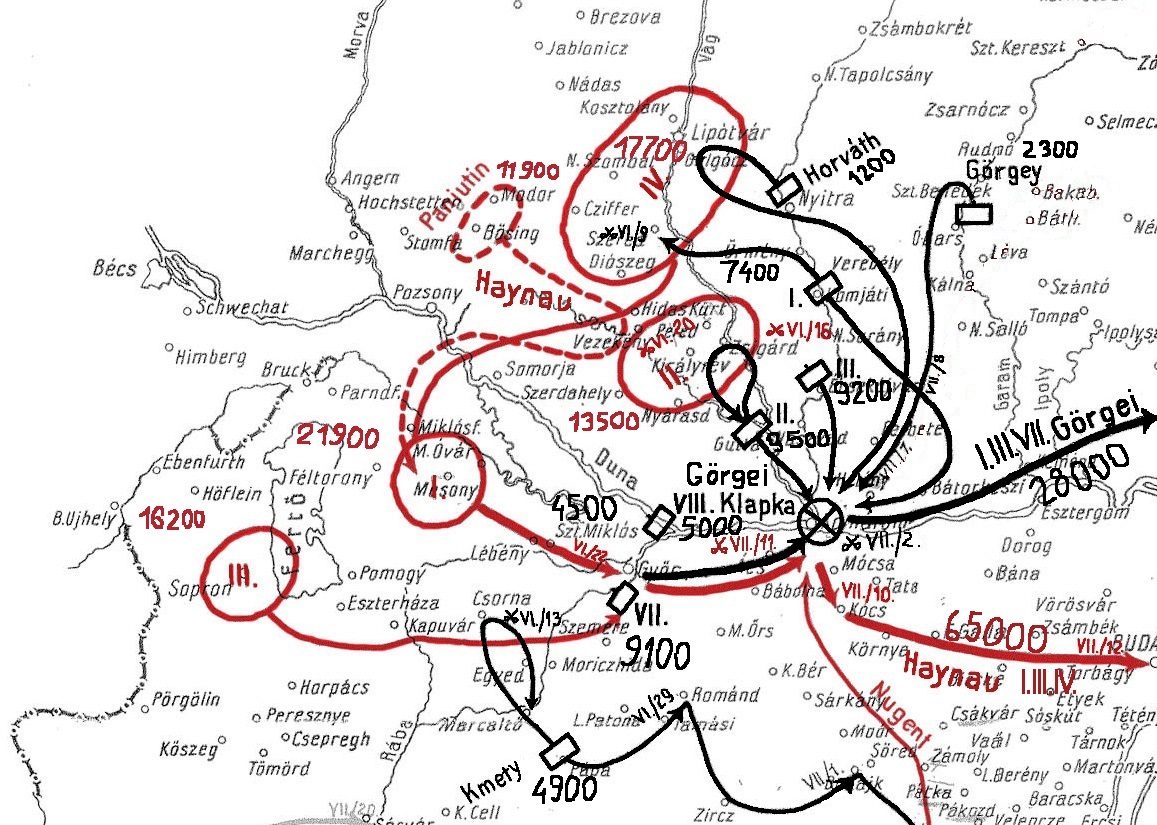
Lage der gegnerischen Armeen vor und nach der Schlacht

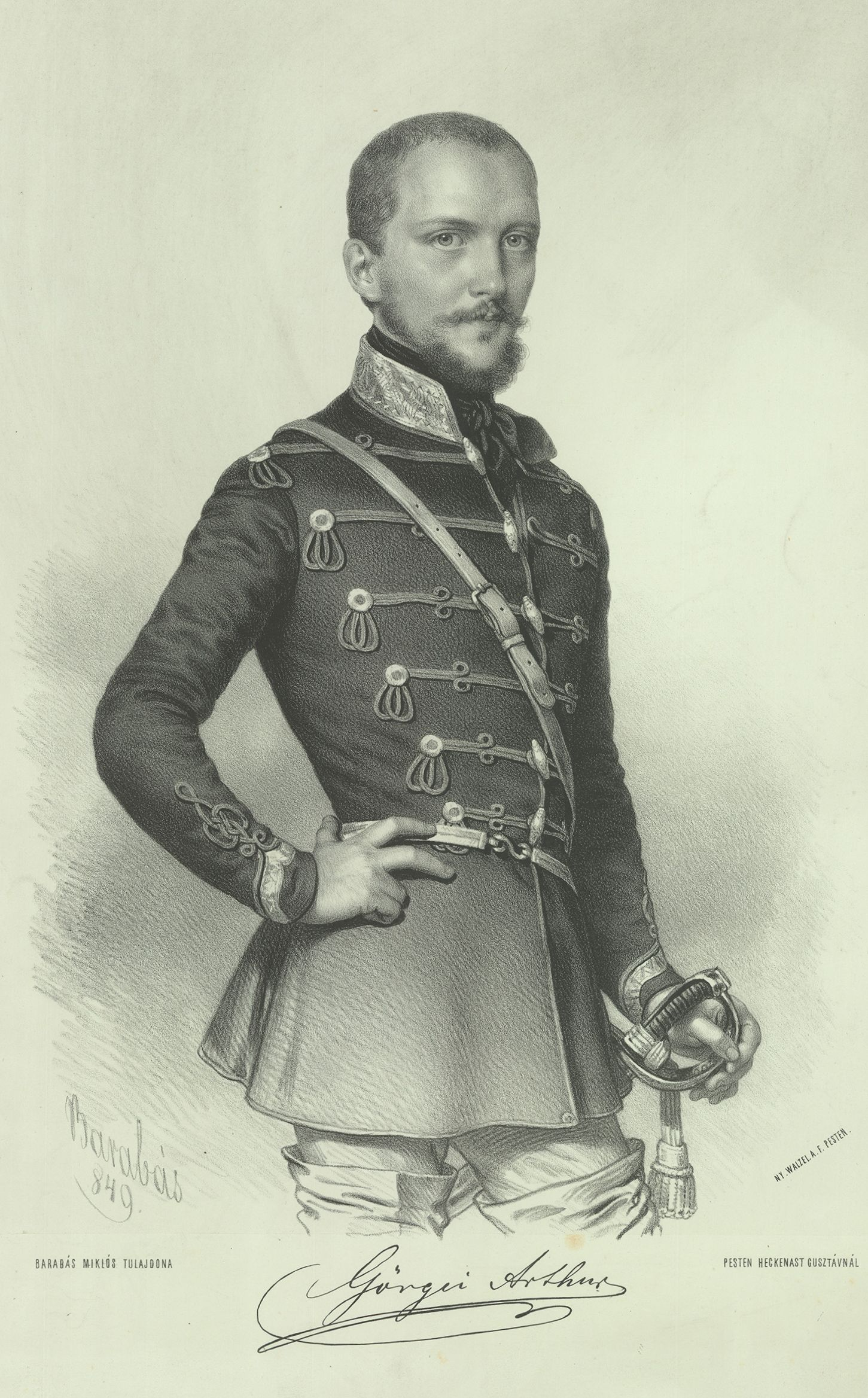
Artúr Görgey

Im Mai 1849 hatte FZM von Haynau als Nachfolger von Ludwig von Welden den Oberbefehl über die kaiserliche Hauptarmee in Ungarn übernommen. Nach der Rückeroberung von Ofen (21. Mai) hatte sich die ungarische Hauptarmee unter General Görgey mit etwa 58.000 Mann versammelt, um sich zwischen Komorn bis zur Einmündung der Waag in die Donau zu konzentrieren. Die im Raum Preßburg konzentrierten kaiserlichen Truppen waren auf 55.890 Mann Infanterie, 9740 Reiter und 324 Geschütze verstärkt worden und hielten sich noch in der Defensive. Man erwartete die Ankunft der zu Hilfe gerufenen russischen Hilfsdivision (13.100 Mann) unter General Panjutin ab, um mit einer zahlenmäßigen Übermacht die Offensive gegen die Ungarn wieder aufzunehmen. Durch die Russen verstärkt, standen der kaiserlichen Hauptarmee dann für die angestrebte Gegenoffensive etwa 69.000 Mann Infanterie, 10.000 Reiter und 350 Geschütze zur Verfügung.
Feldzeugmeister Haynau hatte vom Anmarsch der ungarischen Donauarmee zum Entsatz der Festung Komorn erfahren und bestimmte das II. Korps (FML Csorich) zur Aufrechterhaltung der Belagerung. Die Kaiserlichen rückten mit dem I. Korps (FML Schlick), dem (IV.) Reserve-Korps (FML Wohlgemuth), sowie die russische Division Panjutin und mit dem III. Armeekorps (General Moltke, später Ramberg) als Vorhut gegen Ofen vor, wo Haynau seine Armee zum Gegenangriff versammelte.
Am 14. Juni setzten die Ungarn bei Negyed und Sereg-Akol über den Fluss und konzentrierten am rechten Ufer der Waag. Die kaiserliche Brigade Pott sah sich bedroht und musste sich nach Zsigárd zurückziehen. FML Wohlgemuth warf die Brigade Herzinger, verstärkt durch die Brigade Theißing in den Kampf. Haynau versuchte die durch den ungarischen Anmarsch bedrohte Waag-Front, durch die Absendung der Division Herzinger (etwa 13.600 Mann, 1200 Reiter mit 54 Kanonen) sowie der russischen Division Panjutin (13.100 Mann) zu stützen.
Am 16. Juni trafen Herzingers Truppen bei Pered ein, als die Brigade Pott bei Zsigárd angegriffen wurde. Der von Herzinger geleitete Vorstoß zwang die Ungarn zum Rückzug, während die Brigade Pott durch Umgehung gesichert, aus Zsigárd gegen Sereg-Akol vordrängte. General Görgey wollte selbst die kaiserliche Armee angreifen und verfügte über das 1., 2., 3. und Teile des 8. Korps mit insgesamt 32.900 oder nach anderen Quellen 31.340 Soldaten mit 143 Geschützen. Am 17. Juni zogen die Ungarn Verstärkungen an sich, um den Durchbruch zu erreichen. Die Absicht bestand, entlang des Waag-Abschnitts in einem hügeligen und bewaldeten Gebiet anzugreifen, um das weitere Vorrücken des Gegners auf Komorn zu hindern und dessen numerische Überlegenheit durch einzelne Angriffe auszugleichen. Haynau versuchte den Anmarsch des ungarischen 2. Korps (General Asboth) auf die Waag-Stellung zu stoppen und sandte die Division Herzinger, das IV. Korps (mit 13.600 Mann, 1.200 Reiter mit 54 Kanonen) sowie der russischen Division Panjutin ab.
Mit diktatorischer Vollmacht hatte Lajos Kossuth zunächst General Bem zum neuen Oberbefehlshaber bestimmt, doch dieser stand noch fern des Hauptkriegs-Schauplatzes in Siebenbürgen. Der jetzt auch als Kriegsminister gehandelte General Görgey widerstrebte den von Klapka entworfenen Defensivplan und ordnete für die ungarische Hauptarmee aktive Offensiv-Operationen an.
Die Ungarn sollten die österreichischen Truppen auch südlich von Komorn über die Donau drängen, um den Angriff auf die Festung Raab zu stoppen. In derselben Zeit ordnete Görgey auch für General Ernő Pöltenberg an, sein 7. Korps vom rechten Ufer der Donau überzusetzen, um die kaiserlichen Truppen am südlichen Donau-Abschnitt aufzuhalten und Verstärkungen auf das linke Donau-Ufer zur Großen Schütt zu bringen. General Pöltenberg erfüllte seine Aufgabe erfolgreich und führte eine Aufklärung gegen Moson und Hédervár durch.

## Die Schlacht

### Einleitungskämpfe am 20. Juni

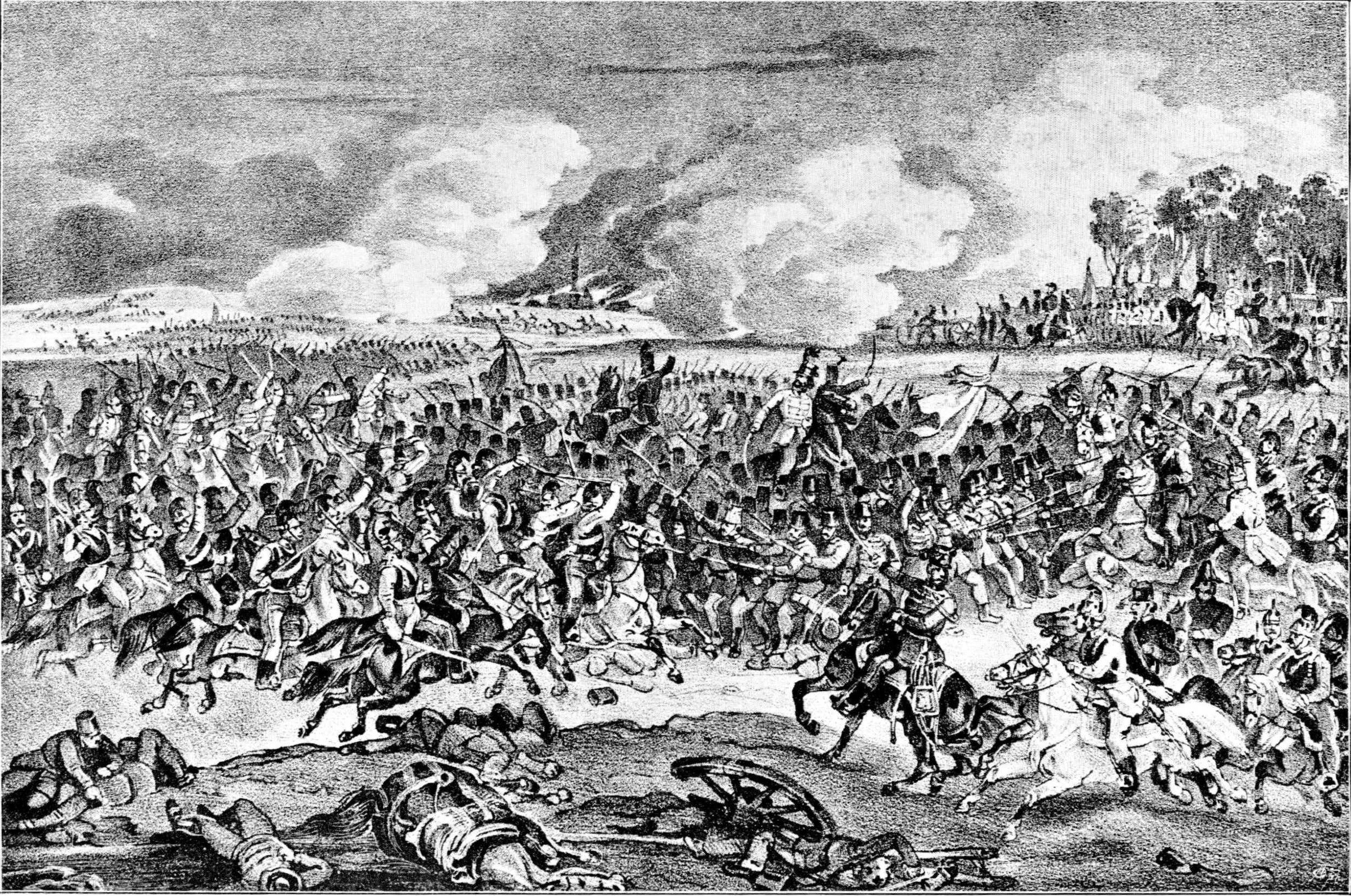
Kampfszene am 20. Juni

Das ungarische 2. Korps überquerte um 5 Uhr morgens bei Nebel den Waag-Fluss und erreichte unentdeckt den Raum von Zsigárd. Oberst Lajos Asbóth wartete mit seinem Angriff, nachdem er zwei Stunden vergeblich auf Görgeys Verstärkungen gewartet hatte. Man befürchtete, dass das 3. Korps alleine in Richtung von Negyed vorrückte. Görgey besprach deswegen mit Klapka die Notwendigkeit auch das 8. Korps gegen den Großen Schütt (Csallóköz) anzusetzen und dieses gleichzeitig mit dem 2. und 3. Korps beim Angriff im Waag-Tal einzusetzen. Asbóths Truppen besetzten Királyrév, das 49. und 60. Bataillon zwangen die kaiserliche Brigade Pott dazu, sich von Zsigárd nach Pered zurückziehen. Die Brigade Theissing versuchte Királyrév wieder zu besetzen. In der Zwischenzeit verfolgten die Truppen Asbóths der Brigade Pott in Richtung Pered. Um das Dorf zu verteidigen, führte der Kommandierende General des IV. Korps seiner Brigade Pott zur Verstärkung hauptsächlich Artillerie zu. Die Kanonade der kaiserlichen Artillerie verlangsamte das ungarische Vorgehen. Oberst Asbóth persönlich führte drei erfolglose Angriffe an, aber erst beim vierten Versuch, bei dem das 56. Reserve-Bataillon und das Infanterieregiment Don Miguel (48. Bataillon und Bocskay-Infanterie) eingesetzt wurden, gelang es Pered einzunehmen. Asbóths Truppen wurden leider durch das 3. Korps unter General Károly Knezić nicht ausreichend unterstützt, Görgey musste den direkten Befehl zum Vorrücken erteilen. Knezićs Truppen überquerten die Brücke von Negyed problemlos, kamen aber erst um 14 Uhr am Kampfort an, zu spät um Asbóth zu ermöglichen, seinen Angriff weiterzuführen.
Nach der Schlacht verteidigte sich der vom Kommando abberufene Knezić und wies darauf hin, dass Görgeys gegensätzliche Anweisungen zu unklar waren. Asbóth musste seinen Truppen befehlen, sich an der Linie Pered, Alsószeli und Deáki zu verteidigen. Die von Oberst József Nagy-Sándor angeführten Truppen des 1. Korps machten bis auf einige schwache Demonstrationen vor Sempte fast nichts, um sich am Ende wieder auf die Ausgangspositionen zurückzuziehen. Im separaten Kampfraum in der Großen Schütt rückten die Truppen des 8. Korps unter General Klapka in Richtung Vásárút vor, wurden jedoch vom II. Korps (Csorich) bei Nyárasd zurückgeworfen und gezwungen, sich zurückzuziehen, um die bedrohten Brücken von Aszódpuszta und Guta zu verteidigen.
Weil der ungarische Vormarsch die feindlichen Linien nicht durchbrochen hatte, entließ Görgey den Obersten Knezić wegen Passivität von der Führung der 3. Korps, ebenso Oberst Asbóth vom Kommando über das 2. Korps, obwohl letzterer seine Befehle planmäßig ausgeführt hatte. Angeblich war Görgey über das Scheitern seines Planes verärgert, zudem hatten die Truppen während ihres Vorgehens hohe Verluste erlitten. Oberst Kászonyi wurde an die Spitze des 2. Korps und Oberst Leiningen-Westerburg an die Spitze des 3. Korps gestellt. Während die Ernennung Leiningens sich als ausgezeichnete Wahl herausstellte, war die Ernennung von Kászonyi eine unglückliche Entscheidung. Die Korpskommandanten mitten in einer Schlacht zu wechseln, war für die Moral der Truppe wenig hilfreich. Görgey entschied sich dafür, auf dem Schlachtfeld zu bleiben, um seine Soldaten und Offiziere wieder zu ermutigen, denn er wollte am nächsten Tag nochmalig angreifen. Während die Truppen des 2. Korps die rechte Flanke schützen, indem sie in Richtung Alsószeli und Deáki vorrückten, sollte das 3. Korps über Vágsellye in Richtung Galánta angreifen.
Schon in der Nacht vom 20. Juni erfuhr Görgey, dass die kaiserlichen Truppen unter Ludwig von Wohlgemuth angreifen würden, zudem würde die russische Division Panjutin das IV. Reserve-Korps gegen das ungarische 2. Korps unterstützen. Görgey wusste, dass das relative Kräfteverhältnis der gegnerischen Armeen (20.000 Ungarn gegen etwa 25.000 Österreicher) durch das Eingreifen von 12.000 Russen zu Ungunsten der Ungarn ausgehen würde. Der ungarische Erfolg hing vom Eingreifen des 1. Korps unter Nagy-Sándor ab, das bei Szered über den Waag in den Rücken des Gegners gelangen sollte.
Görgey ordnete für das Korps Klapka an, die Brücke von Aszódpuszta unter allen Umständen zu halten. Wohlgemuths Ziel dagegen bestand darin, den Rückzug der Ungarn abzuschneiden, er befahl seinen in Sempte und Szered stationierten Truppen, die Brücke zwischen den beiden Dörfern zu zerstören und den Angriff zu unterstützen. Zuerst war die Eroberung des Ortes Királyrév notwendig, durch das die ungarischen Truppen nach Aszódpuszta zur Brücke zurückgehen mussten. Csorichs II. Korps und Panjutins Division wurde befohlen, den Angriff des Reservekorps zu unterstützen. Die Division Panjutin wurde auf der linken Flanke des IV. Reserve-Korps positioniert. Die Konzentration gegen die Brücken von Aszódpuszta und Negyed, lenkte die kaiserlichen Truppen aber von der Gefahr ab, die von Nagy-Sándors Truppen am nördlichen Abschnitt drohte.

### 21. Juni

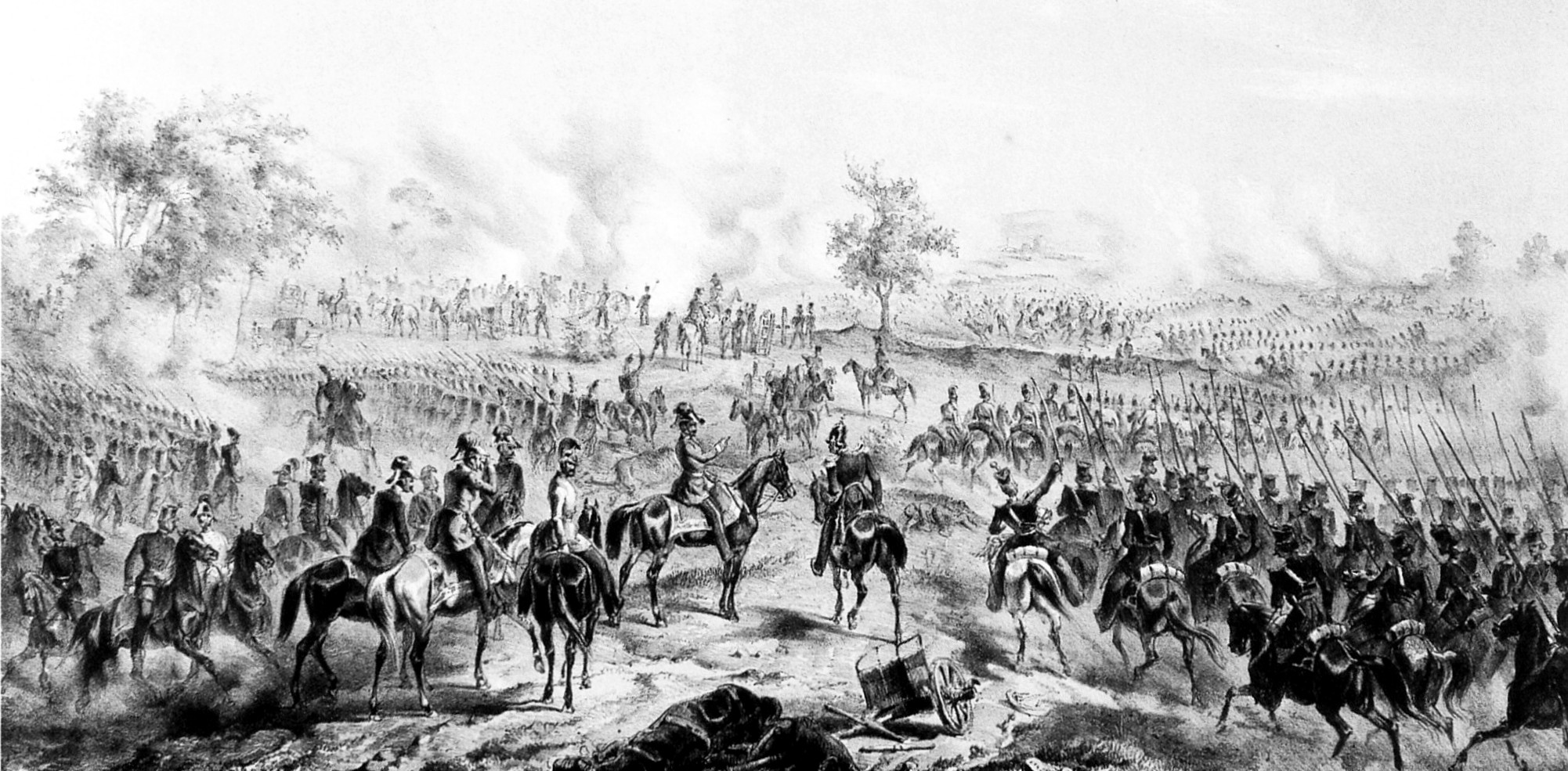
Haynau weist General Panjutin in seine Aufgabe ein

Am zweiten Kampftag den 21. Juni standen sich bei Pered 27.900 kaiserliche und russische Truppen mit 102 Kanonen etwa 19.100 Ungarn mit 85 Kanonen gegenüber.
Im Hauptkampf stand das österreichische IV. Korps unter FML Wohlgemuth. Der rechte Flügel der Kaiserlichen (II. Korps unter Csorich mit 12.000 Mann, 900 Reiter und 42 Kanonen) war über Serega-Akol zur Umfassung angesetzt und stand nicht im Kampf. Die bedrohte ungarische linke Flügel wurde durch die südöstlich von Királyrév sichernde Honved-Kavallerie erfolgreich gegen Flankenangriffe gesichert.
Der Kampf wurde um 11 Uhr erneuert. Das ungarische 3. Korps unter dem neuen Kommandanten Leiningen-Westerburg konnte Pered besetzen, wurde dann aber von Norden her durch die russische Division Panjutin (12.800 Mann, 300 Reiter und 48 Kanonen) und die österreichischen Brigade Pott (Division Herzinger) angegriffen. Es gelang den Verbündeten, die Truppen des ungarischen 3. Korps aus den Orten Felsőszeli, Alsószeli und Deáki nach Pered zurückzudrängen. Inzwischen waren die Ungarn durch das kräftige Eingreifen der Division Panjutin auch bei Negyed zurückgeworfen. Zwei vorne stehende Bataillone des ungarischen 2. Korps wichen nach dem Angriff Herzingers von Alsószeli über Királyrév zurück.
Das Eingreifen des ungarischen 8. Korps (10.100 Mann unter Oberst Kostztolonyi) konnte im Gegenzug die kaiserlichen Truppen wieder stoppen. Die nördlicher stehende Brigade Pott musste über Deaki und die Brigade Theissing über Alsószeli zurückgehen. Trotz der guten Entwicklung beim 3. Korps, gerieten die Reihen des ungarischen 2. Korps bei Királyrév durch das gegnerische Artilleriefeuer in Unordnung und bald ins Wanken. FML Wohlgemuth befahl den Truppen seiner Mitte wieder anzugreifen, während der linke Flügel in Defensive blieb. Während eine der beiden Kolonnen des rechten Flügels einen Angriff auf Királyrév starteten, blieb der Rest der Österreicher außerhalb der Reichweite der ungarischen Artillerie stehen. Dies führte dazu, dass sich die bisherige Frontlinie nach Nordosten verlängerte. Als Görgey vor Pered erschien, erkannte er das Oberst Kászonyi bereits den Rückzug für das 2. Korps eingeleitet hatte, im Dorf hatte sich nur die Kavallerie des 3. Korps behauptet. Görgey befahl dem Kommandeur des 2. Korps seine Truppen hinter Pered zu verschanzen. Um die neue Front wieder zu stabilisieren, ordnete Görgey einen neuen Angriff des westlich Zsigárd stehenden 3. Korps unter Leiningen an.

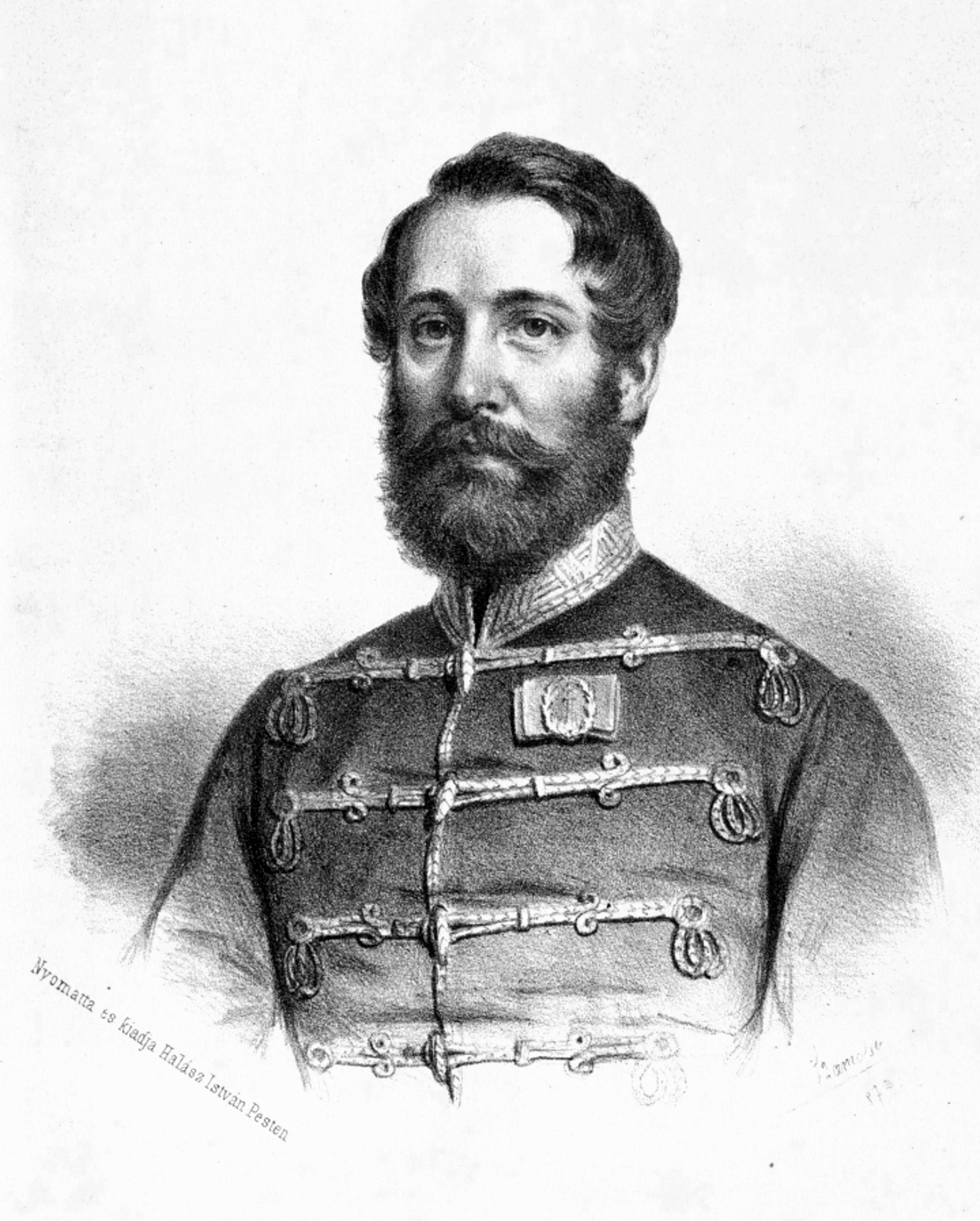
Karoly von Leiningen-Westerburg

Die Truppen unter General György Klapka, welche in der Großen Schütt operierten, wurde währenddessen von den Gegnern bei Aszód bedrängt, welche die Donau-Brücke bei Érsekújvár zu zerstören suchten um den Rückzug des 2. Korps zu verhindern. Am rechten Ufer des Waag widersetzte sich Klapka energisch, nach der Überquerung der sich zurückziehenden Truppen ordnete er die Zerstörung der Brücke an. Görgey begab sich selbst nach Királyrév, um seine Rückeroberung anzuführen. Zuvor erkundigte er sich persönlich über die Lage in der Großen Schütt (Csallóköz). Nachdem er erfuhr, das Klapkas Truppen die Position dort halten konnten, kehrte er zum Schlachtfeld zurück und ließ die beiden Infanteriebataillone, die er nach Királyrév geführt hatte, den Angriff auf das Dorf fortsetzen. Görgey ordnete mit Teilen einer Kavallerie-Division des 3. Korps Gegenstöße an, um die feindliche Kavallerie, die rechts des angreifenden österreichischen Zentrums vorging, aufzuhalten. Das 3. Korps schwenkte rechts vor und geriet auf eine neu einrückende gegnerische Kolonne, der Rückzug nach Zsigárd und Farkasd wurde nötig. Görgey versuchte weiter die Positionen vor Pered zu halten, doch er wartete vergeblich auf das erhoffte Vorgehen des 1. Korps unter General Nagy-Sándor, das den Ausgang zu Gunsten der Ungarn entschieden hätte.
General József Nagy-Sándor hatte zwar Befehl gehabt, den Waag-Abschnitt bei Szered zu überqueren, um die dortigen österreichischen Einheiten anzugreifen und zu binden, doch er tat nichts von Bedeutung. Die dort haltenden feindlichen Einheiten verließen sogar ihre Positionen, um den Hauptangriff in der Mitte zu unterstützen. Wegen der Untätigkeit von Nagy-Sándor gelang es den in der Mitte zahlenmäßig stärkeren österreichisch-russischen Truppen, die ungarischen Truppen aus den Stellungen zu vertreiben, die sie seit Vormittag innegehabt hatten. Görgey musste den Rückzug des 3. Korps anordnen und schickte an Leiningen den Befehl, mit seinen Divisionen sofort über den Waag-Fluss zurückzugehen. Zur Deckung nach links bei Királyrév, ließ er die Einheiten des Oberstleutnants Rakovszki Gegenstöße durchführen. Bis dies erfolgte, griff Oberst Kászonyi mit der berittenen Batterie des 2. Korps gegen die feindlichen Truppen an, die in Richtung Királyrév vorgingen. Nachdem eintreffende Reserven einen geordneten Rückzug ermöglichten, ging auch das 2. Korps über die Brücke von Aszódpuszta zurück. Das 3. Korps ging bei Negyed, das 1. Korps bei Aszódpuszta und bei Guta auf das östliche Ufer der Waag über.

## Folgen
Der Sieg Haynaus war mit etwa 660 Mann an Toten und Verwundeten erreicht, die ungarischen Verluste betrugen das Fünffache. Das geschlagene ungarische 2. Corps verlor 2602 Mann und 4 Geschütze, das 3. Corps 518 Mann, zusammen 3120 Mann. Der junge Kaiser Franz Joseph begab sich zur Armee ins Hauptquartier nach Ungarisch-Altenburg. Am 26. Juni erließ FZM Haynau auf kaiserlicher Weisung den Befehl zur Wiederaufnahme des Vormarsches.
Haynau vollzog am 27. Juni den Uferwechsel an der Donau und rückte von Süden auf Raab vor, wo die ungarische Division Kmety zurückgeworfen wurde. Am 28. Juni griff die am rechten Donau-Ufer vorgehende kaiserliche Armee die Festung Raab mit dem I. und III. Korps sowie dem IV. Reserve-Korps an, während das II. Korps am linken Ufer in der Schütt operierte. Die ungarische Besatzung, das 7. Corps unter General Pöltenberg wurde durch die Angriffe des Korps Schlick zum Rückzug nach Acs gezwungen, nachmittags konnte die kaiserliche Armee in Raab einziehen. In Pest wurde am 29. Juni eine letzte Konferenz der ungarischen Regierung in ihrer offiziellen Hauptstadt gehalten, dabei wurde Görgeys Idee von der Fortführung der Offensive, wegen des russischen Einmarsches durch Lajos Kossuth aufgegeben. Nach der Schlacht bei Raab folgte am 2. Juli die Schlacht bei Ács (Komorner Vorfeld), wo zunächst keine Seite eine Entscheidung herbeiführen konnte.